# Parti démocrate du Tyrol du Sud
Le Parti démocrate du Tyrol du Sud (en allemand, Demokratische Partei Südtirol - la D-P-S) est une organisation politique aspirant à représenter la population germanophone de la province autonome de Bolzano (Tyrol du Sud).
Issu en 1997 du Parti social-démocrate du Tyrol du Sud, ce mouvement allié lors des provinciales de 1998 aux ladinophones de la liste Ladins et aujourd'hui aux Verdi, affirme un tropisme de gauche et écologiste. Son électorat très majoritairement urbain épouse une ligne plus conciliante à l'égard de la minorité italophone que celui de l'hégémonique Südtiroler Volkspartei.